# Équipe d'Algérie masculine de handball au Championnat du monde 1997
L'équipe d'Algérie masculine de handball au Championnat du monde 1997 participe à ses 6e Championnat du monde lors de cette édition 1997 qui se tient en Japon du 17 mai au 1er juin 1997.

## Résultats

### Phase de groupe
L'Algérie évolue dans le Groupe A à Kumamoto.
|   | Équipe          | Pts | J | G | N | P | Bp  | Bc  | Diff | Dép |
| - | --------------- | --- | - | - | - | - | --- | --- | ---- | --- |
| 1 | Islande         | 9   | 5 | 4 | 1 | 0 | 124 | 106 | 18   | /   |
| 2 | Yougoslavie     | 8   | 5 | 4 | 0 | 1 | 129 | 111 | 18   | /   |
| 3 | Lituanie        | 5   | 5 | 2 | 1 | 2 | 110 | 102 | 8    | /   |
| 4 | Japon           | 4   | 5 | 2 | 0 | 3 | 101 | 104 | -3   | +10 |
| 5 | Algérie         | 4   | 5 | 1 | 2 | 2 | 103 | 112 | -9   | -10 |
| 6 | Arabie saoudite | 0   | 5 | 0 | 0 | 5 | 94  | 126 | -32  | /   |

| 18 mai 19h00 | Algérie     | 27 | 27 | Islande         |
| 19 mai 15h00 | Algérie     | 19 | 14 | Arabie saoudite |
| 22 mai 13h00 | Lituanie    | 19 | 19 | Algérie         |
| 24 mai 17h00 | Algérie     | 14 | 24 | Japon           |
| 25 mai 19h00 | Yougoslavie | 28 | 24 | Algérie         |

| 18 mai 1997 19:00 | Algérie | 27 – 27 | Islande | Parc Dome de Kumamoto, Kumamoto Affluence : 2 000 Arbitrage : Helmut Wille, Horst Vorderleitner |
| 18 mai 1997 19:00 | (13–15) |         |         | Parc Dome de Kumamoto, Kumamoto Affluence : 2 000 Arbitrage : Helmut Wille, Horst Vorderleitner |
| 18 mai 1997 19:00 | Report  |         |         | Parc Dome de Kumamoto, Kumamoto Affluence : 2 000 Arbitrage : Helmut Wille, Horst Vorderleitner |

| 19 mai 1997 15:00 | Algérie | 19 – 14 | Arabie saoudite | Parc Dome de Kumamoto, Kumamoto Affluence : 6 500 Arbitrage : Svein Olav Oie, Bjorn Hogsnes |
| 19 mai 1997 15:00 | (6–3)   |         |                 | Parc Dome de Kumamoto, Kumamoto Affluence : 6 500 Arbitrage : Svein Olav Oie, Bjorn Hogsnes |
| 19 mai 1997 15:00 | Report  |         |                 | Parc Dome de Kumamoto, Kumamoto Affluence : 6 500 Arbitrage : Svein Olav Oie, Bjorn Hogsnes |

| 22 mai 1997 13:00 | Lituanie | 19 – 19 | Algérie | Parc Dome de Kumamoto, Kumamoto Affluence : 8 100 Arbitrage : Manfred Bülow, Wilfried Lübker |
| 22 mai 1997 13:00 | (10–10)  |         |         | Parc Dome de Kumamoto, Kumamoto Affluence : 8 100 Arbitrage : Manfred Bülow, Wilfried Lübker |
| 22 mai 1997 13:00 | Report   |         |         | Parc Dome de Kumamoto, Kumamoto Affluence : 8 100 Arbitrage : Manfred Bülow, Wilfried Lübker |

| 24 mai 1997 17:00 | Algérie | 14 – 24 | Japon | Parc Dome de Kumamoto, Kumamoto Affluence : 11 300 Arbitrage : Jenö Klucso, Tivadar Lekrinszki |
| 24 mai 1997 17:00 | (4–13)  |         |       | Parc Dome de Kumamoto, Kumamoto Affluence : 11 300 Arbitrage : Jenö Klucso, Tivadar Lekrinszki |
| 24 mai 1997 17:00 | Report  |         |       | Parc Dome de Kumamoto, Kumamoto Affluence : 11 300 Arbitrage : Jenö Klucso, Tivadar Lekrinszki |

| 25 mai 1997 19:00 | Yougoslavie | 28 – 24 | Algérie | Parc Dome de Kumamoto, Kumamoto Affluence : 3 300 Arbitrage : Per Elbrønd, Kjeld Løvqvist |
| 25 mai 1997 19:00 | (14–12)     |         |         | Parc Dome de Kumamoto, Kumamoto Affluence : 3 300 Arbitrage : Per Elbrønd, Kjeld Løvqvist |
| 25 mai 1997 19:00 | Report      |         |         | Parc Dome de Kumamoto, Kumamoto Affluence : 3 300 Arbitrage : Per Elbrønd, Kjeld Løvqvist |

## Effectif
- 01 Karim El-Maouhab, GB, BM Cangas,
- 03 Redouane Aouachria, HBC Villeneuve d'Ascq,
- 04 Salim Nedjel, BM Cangas,
- 06 Redouane Saïdi, MC Alger
- 07 Benali Beghouach, Istres Sports,
- 08 Karim Yala, NA Hussein Dey
- 09 Abdeldjalil Bouanani, Espérance sportive de Tunis
- 10 Mahmoud Bouanik, HBC Villeneuve d'Ascq,
- 11 Rabah Gherbi, Montpellier Handball,
- 12 Toufik Hakem, GB, MC Alger
- 14 Abdérazak Hamad, Mouloudia Batna
- 16 Samir Helal, GB, NA Hussein Dey
- 19 Salim Abes, HBC Villeneuve d'Ascq,
- 20 Mohamed Bouziane, MC Alger
- 0? Hamid Labraoui, NA Hussein Dey
- 0? Ali El Hassi, MC Alger
- entraineur : Djillali Mekki

## Navigation
- Championnat du monde masculin de handball
- Championnat du monde masculin de handball 1997